# Dmitrij Pawłow
Dmitrij Grigoriewicz Pawłow, ros. Дмитрий Григорьевич Павлов (ur. 23 października?/4 listopada 1897 we wsi Woniuch, zm. 22 lipca 1941 pod Moskwą) – radziecki dowódca wojskowy, generał armii, uczestnik I wojny światowej, wojny domowej w Rosji, wojny domowej w Hiszpanii, wojny radziecko-fińskiej i wielkiej wojny ojczyźnianej. Bohater Związku Radzieckiego i deputowany do Rady Najwyższej ZSRR.

## Życiorys
Urodził się 4 listopada 1897 we wsi Woniuch (ob. Pawłowo) w gub. kostromskiej, w rodzinie chłopskiej. Służył w Armii Imperium Rosyjskiego. W czasie I wojny światowej na ochotnika poszedł na front i dosłużył się stopnia podoficerskiego. W 1916 został ranny i trafił do niewoli z której został zwolniony po zakończeniu wojny. W 1918 wstąpił na ochotnika do Czerwonej Gwardii. W czasie wojny domowej dowodził kolejno plutonem i szwadronem, a następnie został zastępcącą dowódcy pułku. Od 1919 był członkiem Socjaldemokratycznej Robotniczej Partii Rosji (SDPRR).
W 1921 ukończył Omską Wyższą Szkołę Piechoty. Od początku 1923 służył w 6 Ałtajskiej Brygadzie Kawalerii na Froncie Turkiestańskim. W lutym 1923 walczył jako dowódca Oddziału Egzekucyjnego przeciwko basmaczom Turdybaja. Od sierpnia 1919 we wschodniej Bucharze dowódca 77 Pułku Kawalerii w walkach przeciwko oddziałom Ibrachimbeka. W 1928 ukończył Akademię Wojskową im. Michaiła Frunzego w Moskwie, a następnie został dowódcą pułku kawalerii, pułku zmotoryzowanego i brygady zmotoryzowanej. W 1932 ukończył Wyższy Akademicki Kurs w Wojskowej Akademii Technicznej.
W latach 1936–1937 walczył jako dowódca brygady pancernej w wojnie domowej w Hiszpanii. W czasie bitwy pod Guadalajarą (19–21 marca 1937) dowodzona przez niego jednostka udanym kontratakiem zadała poważne straty włoskim oddziałom pancernym i w znacznym stopniu przyczyniła się do zwycięstwa oddziałów republikańskich. Do ZSRR powrócił w aureoli bohatera i sławie zdolnego dowódcy nowoczesnego pola walki. Od 1937 deputowany do Rady Najwyższej ZSRR 1. kadencji. Od listopada 1937 szef Zarządu Pancerno-Motorowego Robotniczo Chłopskiej Armii Czerwonej (RKKA) i członek Głównej Rady Wojskowej ZSRR. Opierając się na doświadczeniach wojny domowej w Hiszpanii, uznał, że korpus pancerny nie nadaje się do działań typu ofensywnego, ponieważ przełamanie frontu nieprzyjaciela na szerokości odpowiednio dużej, aby mógł w nią wejść tak duży związek pancerny nie jest możliwe. M.in. na podstawie jego uwag (i doświadczeń z Polski), w listopadzie 1939 Główna Rada Wojskowa ZSRR podjęła decyzję o rozwiązaniu korpusów pancernych i utworzeniu w ich miejsce dywizji zmotoryzowanych. W latach 1939–1940 uczestniczł w wojnie radziecko-fińskiej. 4 czerwca 1940 otrzymał awans na stopień generała-pułkownika wojsk pancernych. Od 11 czerwca 1940 dowódca Specjalnego Białoruskiego Okręgu Wojskowego, przemianowanego w lipcu 1940 na Zachodni Specjalny Okręg Wojskowy. Jako taki, w czerwcu tego samego roku stanął na czele zgrupowania RKKA mającego na celu zbrojną aneksje Litwy w wypadku odrzucenia przez nią ultimatum rządu radzieckiego z 15 czerwca (ostatecznie do zbrojnej interwencji nie doszło na skutek przyjęcia ultimatum przez rząd Litwy). 22 lutego 1941 został awansowany na stopień generała armii. Chociaż nigdy nie dowodził w walce ugrupowaniem większym niż brygada pancerna, dokładnie na cztery miesiące przed niemieckim atakiem na ZSRR, powierzono mu cztery armie (672 tys. żołnierzy, 2200 czołgów, 1900 samolotów) i blisko 450-kilometrowy odcinek granicy państwa, przez który wiodła najkrótsza droga lądowa do Moskwy.

### Atak III Rzeszy na ZSRR
21 czerwca 1941 został mianowany dowódcą Frontu Zachodniego, powstałego na bazie dowodzonego przez niego okręgu wojskowego. W pierwszych dniach ataku wojsk niemieckich i państw Osi, pozbawiony należytej oceny sytuacji, rozpoznania sił przeciwnika oraz wsparcia lotnictwa (radzieckie samoloty zostały zniszczone na lotniskach w czasie pierwszego dnia agresji) i zaopatrzenia, wykonywał nieskoordynowane kontrataki, z których największy miał miejsce 22 czerwca po południu siłami 4 Armii gen. Aleksandra Korobkowa i jeszcze tego samego dnia został zatrzymany zmasowanymi atakami niemieckiego lotnictwa. Rozkazy kontrataków wydawał w następnych dniach, pomimo przerwania frontu przez Heinza Guderiana na północnym i południowym skrzydle. Działania te osłabiły nieznacznie napór niemiecki (na krótko), jednak powodowały olbrzymie straty własne, ostatecznie zaś 30 czerwca radzieckie siły zostały rozbite w kotle białostocko-mińskim. Pawłow został usunięty ze stanowiska, a 4 lipca aresztowany.

### Aresztowanie i proces
Gen. Pawłow o tym, że przestał być dowódcą Frontu Zachodniego dowiedział się od gen. Andrieja Jeriomienki. Jego miejsce dowódcy frontu zajął gen. Siemion Timoszenko a jego zastępcą został  gen. Jeriomienko. Po aresztowaniu gen. Pawłow został oskarżony o zdradę i udział w spisku. Zaprzeczył stawianym mu zarzutom, natomiast przyznał, że nie dopilnował wydawanych przez siebie rozkazów, uznał też swoje niedociągnięcia w kwestii dowodzenia. 
W związku z powyższym w akcie oskarżenia zrezygnowano z zarzutów zdrady i spiskowania przeciw władzom ZSRR. Oskarżono go natomiast o tchórzostwo, nieudolność, utratę broni i składów oraz samowolne wycofanie oddziałów z zajmowanych pozycji.
Wyrokiem Kolegium Wojskowego Sądu Najwyższego ZSRR został uznany winnym i 22 lipca 1941 roku razem z innymi obwinionymi wyższymi oficerami Armii Czerwonej (Grigoriewem, Klimowskichem, Kłychem, Korobkowem) został rozstrzelany. Egzekucji dokonano na poligonie NKWD Kommunarka pod Moskwą. Rodzina gen. Pawłowa została zesłana na pięć lat do Krasnojarska i pozbawiona praw wyborczych. 
Był najwyższym stopniem i funkcją radzieckim dowódcą rozstrzelanym za niepowodzenia Armii Czerwonej w początkowym okresie wojny z Niemcami. Rehabilitacja gen. Pawłowa miała miejsce 31 lipca 1957, w czasie której przywrócono mu również stopień wojskowy.

## Ordery i odznaczenia
- Medal Złota Gwiazda Bohatera Związku Radzieckiego (21 czerwca 1937)
- Order Lenina – trzykrotnie[1]
- Order Czerwonego Sztandaru – dwukrotnie
- Medal jubileuszowy „XX-lecia Robotniczo-Chłopskiej Armii Czerwonej”

## W kulturze
W radzieckiej epopei filmowej z 1985 roku pt. Bitwa o Moskwę, Pawłow ukazany jest jako osoba nieudolna i niekompetentna, główny sprawca klęski z czerwca 1941.